# Los Aristócratas (historieta)
Los Aristócratas (en italiano: Gli Aristrocratici) es una historieta italiana, creada por el guionista Alfredo Castelli y el dibujante Ferdinando Tacconi.

## Historia editorial
La serie debutó en la revista de cómics Corriere dei ragazzi en 1973. En Italia fueron publicadas 33 historias hasta 1977 en el Corriere dei ragazzi, que posteriormente pasaría a llamarse  Corrier Boy; en esta última revista, fueron publicados otros cuatro episodios.
Paralelamente, a partir de 1973, la serie había sido publicada también en Alemania, en el semanal Zack, para el que, entre 1977 y 1980, fueron creadas otras 16 historias bajo el nombre de Gentlemen GmbH. 
La serie fue reeditada varias veces en Italia, por ejemplo en las revistas Eureka, Magic e Il Giornalino, y en otros países. En España ha sido publicada en los años 70 y 80 por Bruguera y Ediciones Junior; en tiempos más recientes, por Ponent Mon/Catarata.
Tras la conclusión de la serie, el grupo de personajes apareció en algunas historias de otro cómic de Castelli, Martin Mystère.
En la escritura de la serie colaboró, sin acreditar, también Tiziano Sclavi.

## Argumento
Los protagonistas son un grupo de ladrones caballeros basados en Inglaterra y llamados "Los Aristócratas", debido a su apariencia impecable. Siempre involucrados en robos imposibles, detestan el uso de la violencia y devuelven el fruto de sus hazañas para caridad, aunque retienen "un modesto 10% como reembolso de gastos". Por eso, a menudo se ponen del lado de la justicia, colaborando con la policía en Inglaterra o Estados Unidos para capturar a traficantes de armas y vendedores sin escrúpulos.

## Personajes
Los Aristócratas son:
- el Conde, el líder del grupo, un caballero británico de modales refinados;
- Fritz, un inventor alemán, autor de todos los planes y dispositivos de escape;
- Moose, un gigante irlandés amante de la cerveza y las peleas;
- Alvaro, playboy italiano experto en abrir cualquier cerradura, la mayoría de ellas en menos de 30 segundos;
- Jean, sobrina del Conde, se sirve de la seducción para facilitar las empresas del grupo;
- Michael Allen, el prometido de Jean e inspector de Scotland Yard. Él sospecha que el Conde y su grupo son criminales, pero no puede probarlo; ya que ambos están unidos por Jean, el grupo y Michael se ayudan mutuamente, a menudo saliendo de problemas.
- Derek Collins, un talentoso transformista, fue uno de los socios fundadores del grupo, pero, después de ser declarado culpable de asesinato en el curso de un robo, fue arrestado por sus propios compañeros y, en consecuencia, expulsado. Por lo tanto, se convertirá en su mayor enemigo.

A menudo aparecen numerosos personajes literarios y cinematográficos, como James Bond, un renacido Sherlock Holmes, Jacques Clouseau y muchos otros.